# 帕特洛克勒斯山
64°28′S 63°37′W / 64.467°S 63.617°W
帕特洛克勒斯山是南極洲的山峰，位於帕默群島的昂韋爾島，屬於亞該亞山脈的一部分，海拔高度760米，在1955年由英國研究隊測量。